# Janusz Matusewicz
Janusz Matusewicz (ur. 24 czerwca 1929 w Wilnie, zm. 14 stycznia 2018) – polski chemik, wykładowca akademicki, autor podręczników szkolnych.

## Życiorys
Był absolwentem Wydziału Matematyki, Fizyki i Chemii Uniwersytetu Marii Curie-Skłodowskiej w Lublinie. Stopień doktora nauk chemicznych uzyskał w 1969. Był wieloletnim pracownikiem naukowym Uniwersytetu Marii Curie-Skłodowskiej w Lublinie, gdzie pracował najpierw w Zakładzie Chemii Organicznej, a następnie w Katedrze Chemii Fizycznej. Należał do Yacht Clubu UMCS. Był autorem licznych, wielokrotnie wznawianych, podręczników szkolnych do chemii dla szkół średnich, liceów i techników. Był także członkiem Prezydium Komitetu Zakładowego NSZZ „Solidarność” oraz członkiem Stowarzyszenia Szarych Szeregów.
Wiele podręczników szkolnych współredagował ze swoją żoną Elżbietą Matusewicz (1933–1998), również chemikiem i pedagogiem.
Zmarł 14 stycznia 2018 i został pochowany na cmentarzu przy ulicy Lipowej w Lublinie.

## Wybrane odznaczenia
- Krzyż Kawalerski Orderu Odrodzenia Polski[1],
- Medal Komisji Edukacji Narodowej[1]